# Gyllenspång
Gyllenspång, var en svensk adelssläkt (nr 1018) med ursprung i Spångenäs i Småland. Utdöd 1719.